# Mień
Mień [pronunciación en polaco: /mjɛɲ/] es un pueblo ubicado en el distrito administrativo de Gmina Brańsk, dentro del condado de Bielsk, Voivodato de Podlaquia, en el noreste de Polonia. Se encuentra a unos 10 kilómetros al oeste de Brańsk, a 34 kilómetros al oeste de Bielsk Podlaski, y a 50 kilómetros al suroeste de la capital regional Białystok.
Según el censo de 1921, el pueblo estaba habitado por 503 personas, de las cuales 495 eran católicas y 8 judías. Al mismo tiempo, 495 habitantes declararon nacionalidad polaca y 8 judía. Había 73 edificios residenciales en el pueblo.
El pueblo tiene una población de 610 habitantes.